# مريم إبراهيم متولي
مريم إبراهيم متولي (11 نوفمبر 1996، الإسكندرية)، لاعبة إسكواش مصرية محترفة. تحتل المرتبة 27 في التصنيف العالمي اعتباراً من أبريل 2019، وكان أعلى تصنيف لها في أبريل 2018 عندما حلت في المرتبة 20.

## البطولات
- بطولة العالم للناشئين للاسكواش: 2013

## وصلات خارجية
- مريم إبراهيم متولي على موقع الاتحاد الدولي لمحترفي الاسكواش (مؤرشف) (الإنجليزية)
- مريم إبراهيم متولي على موقع SquashInfo.com (الإنجليزية)
- مريم إبراهيم متولي profile on the WISPA